# Institut Max-Planck pour les systèmes intelligents
 (avril 2021).
Si vous disposez d'ouvrages ou d'articles de référence ou si vous connaissez des sites web de qualité traitant du thème abordé ici, merci de compléter l'article en donnant les références utiles à sa vérifiabilité et en les liant à la section « Notes et références ».
L'Institut Max-Planck pour les systèmes intelligents (en allemand : Max-Planck-Institut für Intelligente Systeme), anciennement MPI pour la recherche sur les métaux, porte son nom actuel depuis mars 2011. C'est un institut de recherche de la Société Max-Planck. Il est localisé à la fois à Stuttgart-Büsnau (anciennement MPI pour la recherche sur les métaux) et à Tübingen. 

## Recherche
L'objectif est de comprendre les principes de perception, d'apprentissage et d'action dans les systèmes autonomes. On entend par « systèmes intelligents » des systèmes qui continuent de fonctionner en adaptant leur structure et leurs propriétés à un environnement diversifié et changeant. Les chercheurs veulent utiliser cette compréhension pour développer des systèmes futurs. Les scientifiques de l'institut étudient ces principes dans les systèmes biologiques, systèmes hybrides et systèmes informatiques ainsi que dans des matériaux. Le spectre va du nano au macro. Avec leur approche interdisciplinaire, les chercheurs combinent des modèles mathématiques, l'informatique et la science des matériaux ainsi que la biologie. 

### Départements
- Systèmes perceptifs (Michael J. Black)
- Théorie de la matière condensée inhomogène (Siegfried Dietrich)
- Intelligence haptique (Katherine J. Kuchenbecker)
- Motricité autonome (Stefan Schaal)
- Inférence empirique (Bernhard Schölkopf)
- Systèmes magnétiques modernes (Gisela Schütz)
- Intelligence physique (Metin Sitti)
- Nouveaux matériaux et biosystèmes (Joachim Spatz)

## Promotion des jeunes scientifiques
L'Institut soutient les jeunes scientifiques par une formation interdisciplinaire dans le domaine des systèmes intelligents et en offrant des possibilités de recherche de pointe. Les doctorants présents jouent un rôle clé dans les activités de recherche de l'institut ; ils constituent environ la moitié des scientifiques de l'Institut. Les doctorants participent à l'un des programmes d'études supérieures que l'institut a établis avec des universités partenaires. Le plus important est l'International Max Planck Research School for Intelligent Systems, l'(École internationale de recherche Max Planck sur les systèmes intelligents) (IMPRS-IS), que l'Institut a créée en 2017 en partenariat avec l'université de Stuttgart et l'université de Tübingen. En outre, il existe des programmes de doctorat avec des partenaires universitaires étrangers : l'ETH Zurich, en Suisse, l'université de Cambridge, au Royaume-Uni, et l'université Carnegie Mellon à Pittsburgh, aux États-Unis.

## Coopération internationale
L'Institut et l'EPFZ coopèrent dans le domaine de recherche des systèmes d'apprentissage. A cette fin, ils ont fondé le Max Planck ETH Center for Learning Systems (CLS). Il s'agit du premier programme doctoral commun entre l'EPFZ et la société Max Planck. Depuis la création du programme en 2015, il a soutenu 112 doctorants et postdocs en tant que boursiers ou boursiers associés. CLS compte environ une cinquantaine de directeurs, professeurs et responsables de groupes de recherche parmi ses membres ou membres associés. En juillet 2019, la Société Max Planck et l'ETH Zurich ont prolongé le financement du programme jusqu'en 2025.
Depuis décembre 2016, l'Institut Max Planck des systèmes intelligents fait partie du réseau de recherche appelé Cyber Valley. Ce réseau  compte parmi ses partenaires l'université de Stuttgart, l'université de Tübingen, la Fraunhofer-Gesellschaft, le Land de Bade-Wurtemberg et sept partenaires industriels : Amazon, BMW, Daimler, IAV, Porsche, Robert Bosch et ZF Friedrichshafen AG. Cyber Valley est également soutenue par la Fondation Christian Buerkert, la Fondation Gips-Schüle, la Fondation Vector et la Fondation Carl-Zeiss.
Créé en 2018, le Laboratoire européen pour l'apprentissage et les systèmes intelligents (abrégé en ELLIS pour European Lab for Learning and Intelligent Systems) vise à renforcer le rôle de l'Europe dans la recherche mondiale sur l'intlligence artificielle, en offrant à des scientifiques exceptionnels dans le domaine de l'apprentissage automatique la possibilité de mener des recherches de pointe. Il propose également un enseignement et une formation de pointe en matière d'apprentissage automatique. La collaboration entre les scientifiques et les chercheurs de l'industrie crée un terrain propice à la création de nouvelles entreprises et au transfert de technologies, ce qui favorise le développement économique. Les membres d'ELLIS appellent à une augmentation significative des investissements dans les infrastructures de recherche sur l'apprentissage automatique et à la création de sites ELLIS interconnectés à travers l'Europe. 

## Le précurseur de l'institut sur le site de Stuttgart
L'ancien institut Max-Planck pour la recherche sur les métaux (Max-Planck-Institut für Metallforschung) ou (MPI-MF) a un long passé historique à Stuttgart. Il était étroitement associée à l'Université de Stuttgart et à l'institution qui l'a précédée. Fondé en 1921 à Berlin par Emil Heyn sous le nom de « Kaiser-Wilhelm-Institut für Metallforschung », il a déménagé à Stuttgart en 1934,. À l'origine, les scientifiques s'intéressaient exclusivement aux métaux et à leurs alliages. Progressivement, ils ont étudié des matériaux non métalliques, notamment les céramiques. Les céramiques à haute performance" ont fait l'objet de travaux de pionnier, sous la direction de Günter Petzow, dans les années 1970 et 1980. Ces derniers sont utilisés, entre autres, dans l'industrie aéronautique, la construction automobile, la technologie médicale ou même comme isolants dans les ordinateurs. Au tournant du millénaire, la recherche sur les matériaux bio-inspirés est venue s'y ajouter. Au fil des ans, le spectre de la recherche sur les matériaux s'est élargi au point qu'un renommage s'est imposé. En mars 2011, le Sénat de la Société Max-Planck a décidé de le renommer « Institut Max Planck pour les systèmes intelligents ».